# Uvaděč

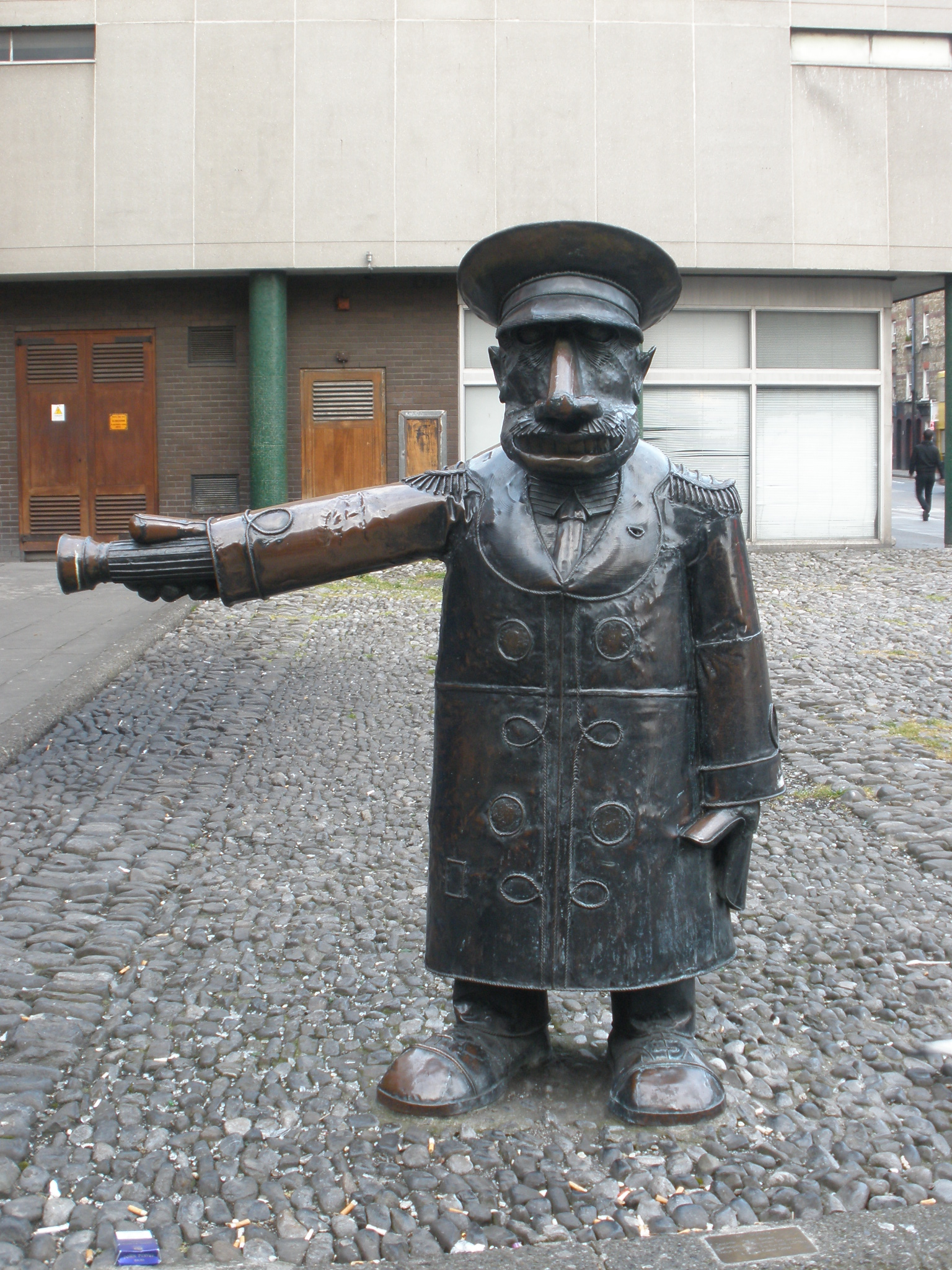
Vincent Browne: Uvaděč (bronzová socha před kinem v Dublinu)

Uvaděč nebo biletář je profese, jejíž příslušníci v kulturních zařízeních (nejčastěji v divadlech) a na jiných společenských akcích vítají příchozí a usazují je na místa. Často také kontrolují vstupenky a prodávají programy. Mohou se také starat o šatnu nebo provádět jinou činnost spojenou s kulturní akcí, například v kině hlásit promítači případné poruchy techniky a podobně.
Uvaděči a uvaděčky bývají společensky oblečeni a dodržují pravidla společenského chování. V zatemněných sálech bývají vybaveni baterkou.